# Vinbergs kyrkby
Vinbergs kyrkby – miejscowość (tätort) w Szwecji, w regionie administracyjnym (län) Halland, w gminie Falkenberg.
Według danych Szwedzkiego Urzędu Statystycznego liczba ludności wyniosła: 242 (31 grudnia 2015), 264 (31 grudnia 2018) i 281 (31 grudnia 2019).